# Bad Moon Rising: The Best of Creedence Clearwater Revival
Bad Moon Rising: The Best of Creedence Clearwater Revival è una raccolta dei Creedence Clearwater Revival, pubblicata nel settembre 2003 dalla EMI.

## Tracce
1. Bad Moon Rising
2. Up Around The Bend
3. Proud Mary
4. Travelin' Band
5. Green River
6. Down On The Corner
7. Have You Ever Seen The Rain
8. Long As I Can See The Light
9. Sweet Hitch Hiker
10. Susie Q
11. Lodi
12. Commotion
13. I Put A Spell On You
14. Born On The Bayou
15. Fortunate Son
16. Hey Tonight
17. Who'll Stop The Rain
18. Wrote A Song For Everyone
19. Run Through The Jungle
20. Lookin' Out My Backdoor
21. Someday Never Comes
22. I Heard It Through the Grapevine
23. The Midnight Special

## Formazione
- John Fogerty - chitarra, voce
- Tom Fogerty - chitarra
- Doug Clifford - batteria
- Stu Cook - basso